# Shadow (이승기의 음반)
Shadow(섀도)는 대한민국의 가수 이승기의 네 번째 정규 음반이다. 2009년 9월 17일에 발매되었으며, 타이틀곡 〈우리 헤어지자〉를 포함한 총 10곡이 음반에 수록돼 있다.〈우리 헤어지자〉는 앨범 발표 직후 각종 음원 차트의 상위권에 올랐으며, 가요 순위 프로그램인 SBS 《인기가요》에서 2주 연속 1위에 해당하는 뮤티즌송을 수상하기도 했다.

## 곡 정보
〈우리 헤어지자〉는 4집 앨범의 타이틀 곡이자, 이번 앨범에서 유일하게 활동한 곡이다. 이별의 내용을 담은 슬픈 발라드 곡으로, 김도훈과 이현승이 작곡했다.
〈면사포〉는 싸이와 유건형이 함께 작곡한 곡으로, 데뷔 앨범 이후, 다시 이승기의 앨범에 참여한 싸이의 곡이란 점에서 화제를 모으기도 했다. 무거운 느낌의 발라드 외에, 정엽이 작사와 작곡을 맡은 〈꽃처럼〉, 〈멜로디〉와 같은 브릿 팝 스타일의 노래나 〈사랑이란〉, 〈오래오래오〉와 같은 밝고 경쾌한 댄스곡도 앨범에 함께 수록되어있다. 이 밖에도 이트라이브, 송양하 등이 이번 앨범 작업에 참여하였다.
2010년 1월에는 4집 《Shadow》에 신곡 〈사랑이 술을 가르쳐〉와 〈처음처럼 그때처럼〉를 추가로 수록한 리패키지 앨범 《Shadow (Repakage)》를 발매했다.

## 곡 목록
| #   | 제목                                              | 작사                   | 작곡              | 재생 시간 |
| --- | ------------------------------------------------- | ---------------------- | ----------------- | --------- |
| 1.  | 〈꽃처럼〉 (Like A Flower)                        | 정엽                   | 정엽, 에코 브리지 | 3:26      |
| 2.  | 〈면사포〉 (Wedding Veil)                         | 싸이                   | 싸이, 유건형      | 3:47      |
| 3.  | 〈우리 헤어지자〉 (Let's Break Up)                | 김도훈, 황성진         | 김도훈, 이현승    | 3:48      |
| 4.  | 〈MELODY〉                                        | 정엽                   | 정엽, 에코 브리지 | 3:19      |
| 5.  | 〈사랑이 맴돈다〉 (Love Spinning Round)           | 김도훈, 김기범         | 김도훈, 김기범    | 3:25      |
| 6.  | 〈사랑이란〉 (Love Is)                            | 이트라이브             | 이트라이브        | 3:09      |
| 7.  | 〈그렇게 알게 됐어〉 (I Got To Know It That Way)  | 송양하                 | 송양하            | 4:06      |
| 8.  | 〈널 원해〉 (Want You)                            | 송양하                 | 송양하            | 3:24      |
| 9.  | 〈단념〉 (Despair)                                | 송양하                 | 송양하            | 4:09      |
| 10. | 〈오래오래오 (Long, Long Time)〉 (featuring AMEN) | 김도훈, 박수종, 에이맨 | 김도훈, 박수종    | 3:20      |

| #   | 제목                                                                                      | 작사                   | 작곡           | 재생 시간 |
| --- | ----------------------------------------------------------------------------------------- | ---------------------- | -------------- | --------- |
| 11. | 〈사랑이 술을 가르쳐 (Love Taught Me To Drink)〉 (featuring 백찬 from 8eight)             | 방시혁, 백찬           | 방시혁         | 3:31      |
| 12. | 〈처음처럼 그때처럼 (Like The Beginning, Just Like Then)〉 (featuring 강민경 from 다비치) | 김도훈, 이상호, 김기범 | 김도훈, 이상호 | 3:46      |

## 제작·참여자
- 프로듀서: 권진영/ 이선희
- 책임 프로듀서: 권진영 (후크 엔터테인먼트)
- 레코딩 엔지니어: 신지영, 오현석
- 믹싱 엔지니어: 정두석 (어시스트 김한별)
- 마스터링 엔지니어: 전 '빅붐' 훈
- 포토그래퍼: 최용빈
- 뮤직비디오 감독: 차은택